# 瓦尔特申
瓦尔特申是德国莱茵兰-普法尔茨州的一个市镇。总面积2.12平方公里，总人口158人，其中男性80人，女性78人（2011年12月31日），人口密度75人/平方公里。